# 欧赖战役
歐賴戰役（英語：Battle of Auray）發生於1364年9月29日布列塔尼的一個小鎮歐賴。這場戰役是英法百年戰爭中的一場附屬戰爭布列塔尼爵位繼承戰爭的決定性戰役。
此戰役以一場圍城戰拉開序幕，主張公爵繼承權的讓·德·蒙福爾和夏尔·德·布卢瓦進行直接對決，前者由英軍將領约翰·钱多斯協助，後者則有贝特朗·杜·盖克兰率領的法軍支持。

## 戰前
1364年初，雙方在埃夫朗談判失敗後，讓·德·蒙福爾與约翰·钱多斯開始進攻自1342年就在夏尔·德·布卢瓦手裡的歐賴城堡。讓進入歐賴鎮內包圍城堡，海路則由尼可拉·布沙爾指揮來自勒克鲁瓦西克的艦隊封鎖。
由於食物供應告急，歐賴守軍同意若米迦勒節 （9月29日）前沒有員均抵達便開城投降。兩天以前，夏爾抵達朗沃修道院東邊，蓋克蘭率領的法軍先遣隊則在附近的布朗迪维。
9月28日，蓋克蘭在欧赖河左岸登陸，在城堡前建立陣地，讓為了避免被蓋克蘭和城堡守軍夾擊，將陣地轉移到河右岸面向敵人的斜坡。
9月29日，由于未能达成协议，夏爾率軍過河面南布陣準備攻擊，然而他的一些指揮官認為這是一個很糟糕的位置，因為城鎮北部是一個沼澤地帶。讓緊跟著朝北布陣，佔據更有利的位置。夏爾拒絕了蓋克蘭的建議開始攻擊。

## 雙方軍力

### 法蘭西─布列塔尼聯軍（布盧瓦派）
左翼是歐塞爾伯爵讓三世，右翼是蓋克蘭，夏爾坐鎮中央。另有一支未參戰的後備隊。每支部隊約有1000人組成。

### 英格蘭─布列塔尼聯軍（蒙福爾派）
右翼是奥利维耶·德·克利松，左翼是罗伯特·诺尔斯，中央是讓·德·蒙福爾和约翰·钱多斯。另外有一支規模龐大的後備隊由休·卡維利率領，隨時準備介入。

## 战斗

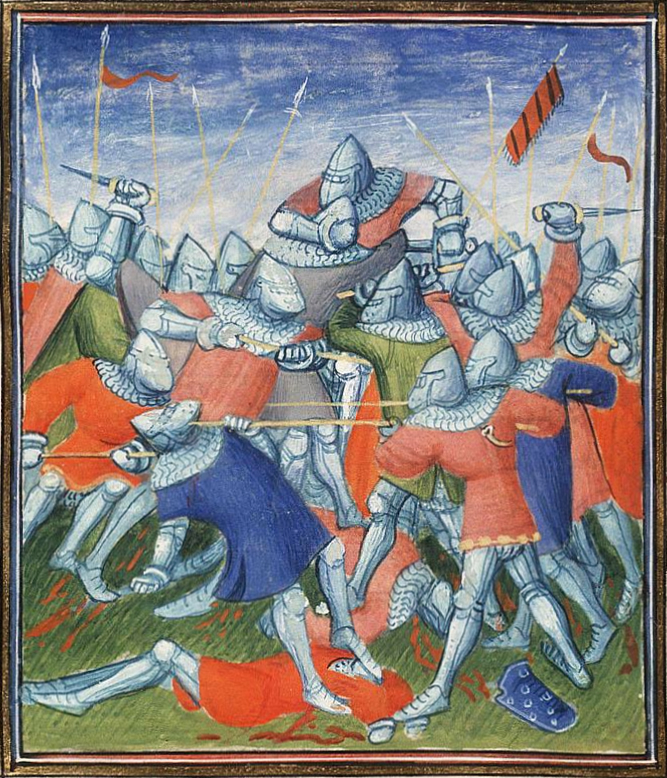
歐賴戰役

这场战斗以法軍鋼弩手和英軍長弓手之间的短暂交锋开始。兩軍的裝甲步兵接著正面交鋒而沒有進行機動。這是場血腥的戰鬥，雙方都希望這場戰役可以成為結束漫長戰爭的決定性之戰。此外，兩軍也都下令不得寬恕戰俘。
蒙福爾派的軍隊接連遭到迎頭痛擊，直到後備隊前來挽回局勢。隨後，布盧瓦派的右翼遭到反擊開始撤退。由於沒有後備隊的支援，他們被推向中路。左翼也接著被推向中央，欧塞尔伯爵被俘，布盧瓦派的軍隊開始潰逃。夏尔·德·布卢瓦被騎槍擊倒，被一名英軍服從命令不留情面地了結生命。蓋克蘭一路奮戰到手邊的武器全毀，不得不向錢多斯投降。之後蓋克蘭被關押，直到法王查理五世以十萬法郎的贖金贖回。

## 结果
英軍的勝利終結爵位繼承戰爭。在1365年根據第一次蓋朗德條約，法王承認讓為布列塔尼公爵讓四世。然而，讓四世卻隨即向法王查理五世宣誓效忠，而非支持他的英王愛德華三世。結果上，英格蘭王國在布列塔尼的軍事勝利卻帶來法蘭西王國的外交勝利。